# Blatná (stacja kolejowa)
Blatná – stacja kolejowa w mieście Blatná, w kraju południowoczeskim, w Czechach. Znajduje się na wysokości 445 m n.p.m..  
Na stacji istnieje możliwość zakupu biletów i rezerwacji miejsc.

## Linie kolejowe
- 191 Nepomuk - Blatná
- 203 Březnice - Strakonice